# Stora Skäppträsket
Stora Skäppträsket är en sjö i Malå kommun i Lappland och ingår i Skellefteälvens huvudavrinningsområde. Sjön är 32,1 meter djup, har en yta på 11,4 kvadratkilometer och befinner sig 308 meter över havet. Sjön avvattnas av vattendraget Skäppträskån.

## Delavrinningsområde
Stora Skäppträsket ingår i det delavrinningsområde (723716-164145) som SMHI kallar för Utloppet av Stora Skäppträsket. Medelhöjden är 334 meter över havet och ytan är 38,43 kvadratkilometer. Räknas de 15 avrinningsområdena uppströms in blir den ackumulerade arean 311,3 kvadratkilometer. Skäppträskån som avvattnar avrinningsområdet har biflödesordning 3, vilket innebär att vattnet flödar genom totalt 3 vattendrag innan det når havet efter 141 kilometer. Avrinningsområdet består mestadels av skog (61 procent). Avrinningsområdet har 11,88 kvadratkilometer vattenytor vilket ger det en sjöprocent på 30,9 procent.